# Carmé (mythologie)
Pour les articles homonymes, voir Carmé.
Dans la mythologie grecque, Carmé (grec ancien : Κάρμη / Karmē), fille d'Eubouleus, est une nymphe et servante d'Artémis. Maîtresse de Zeus, elle devint la mère de Britomartis (la Diane crétoise).

## Famille
Carmé était soit la fille d'Eubouleus, le fils du prêtre crétois Carmanor, soit la fille de Cassiopée (en) et de Phénix, le fils d'Agénor (lui-même un demi-dieu, fils de Poséidon).
D'une liaison avec Zeus dont elle fut l'une des nombreuses maîtresses, elle enfanta Britomartis, déesse greco-minoenne de la chasse et de la pêche et déesse des pièges et des filets de pêche.